# Ad Salutem Humani
Ad Salutem Humani é uma encíclica do papa Pio XI, promulgada em 20 de abril de 1930, e escrita por ocasião do 15º centenário da morte de Santo Agostinho, cuja vida e pensamento o Pontífice resume.